# アッシュキャンプ
アッシュキャンプ（Ashcamp）は、ケンタッキー州パイク郡にあるコミュニティ。2000年の統計で人口は2,192人。うち男性が1,147人、女性が1,045人で平均年齢は36歳。面積は73.8平方キロメートル。レキシントンから200キロメートルの場所に位置する。